# Osmerus
Osmerus è un genere di pesci ossei appartenenti alla famiglia Osmeridae.

## Distribuzione e habitat
Sono diffusi nella parte settentrionale dell'Emisfero boreale, sia lungo le coste dell'Oceano Atlantico che del Pacifico.
Questo genere comprende sia specie d'acqua dolce che marine e d'acqua salmastra, queste ultime sono in genere anadrome.

## Tassonomia
Le specie di Osmerus sono 4:

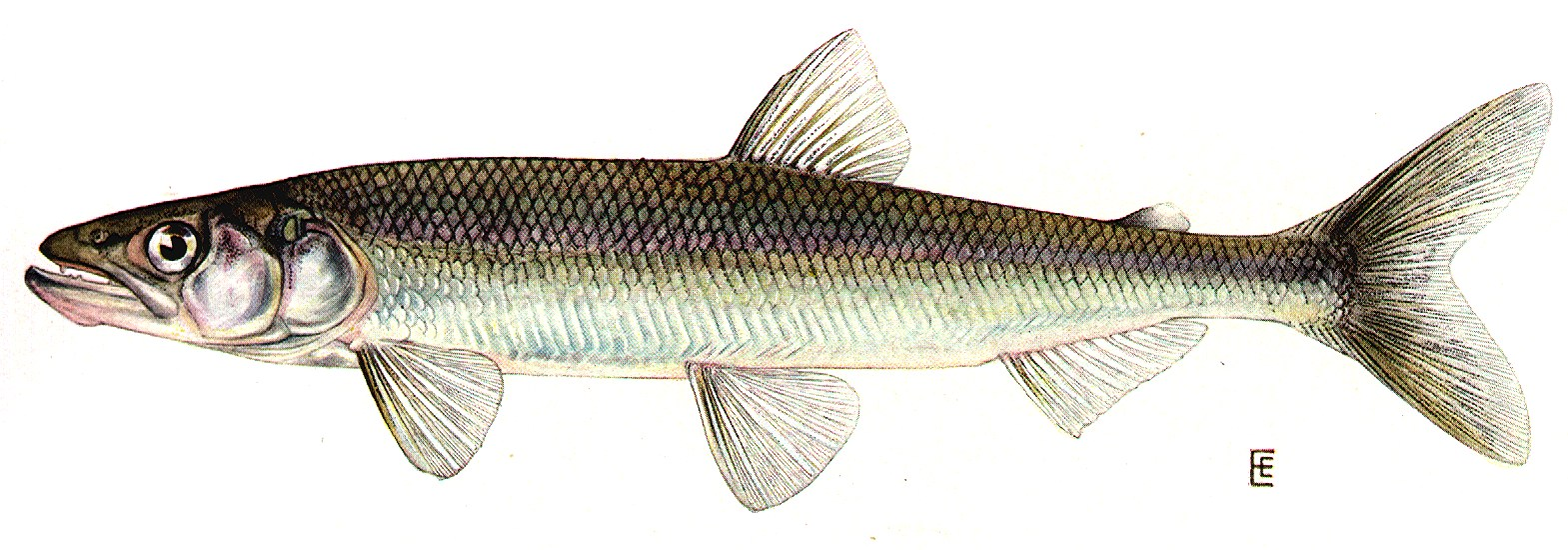
Osmerus mordax

- Osmerus eperlanus (Linnaeus, 1758)
- Osmerus mordax (Mitchill, 1814)
- Osmerus dentex (Steindachner & Kner, 1870)
- Osmerus spectrum (Cope, 1870)

O. mordax era precedente noto come Osmerus mordax mordax e O. dentex come Osmerus mordax dentex.

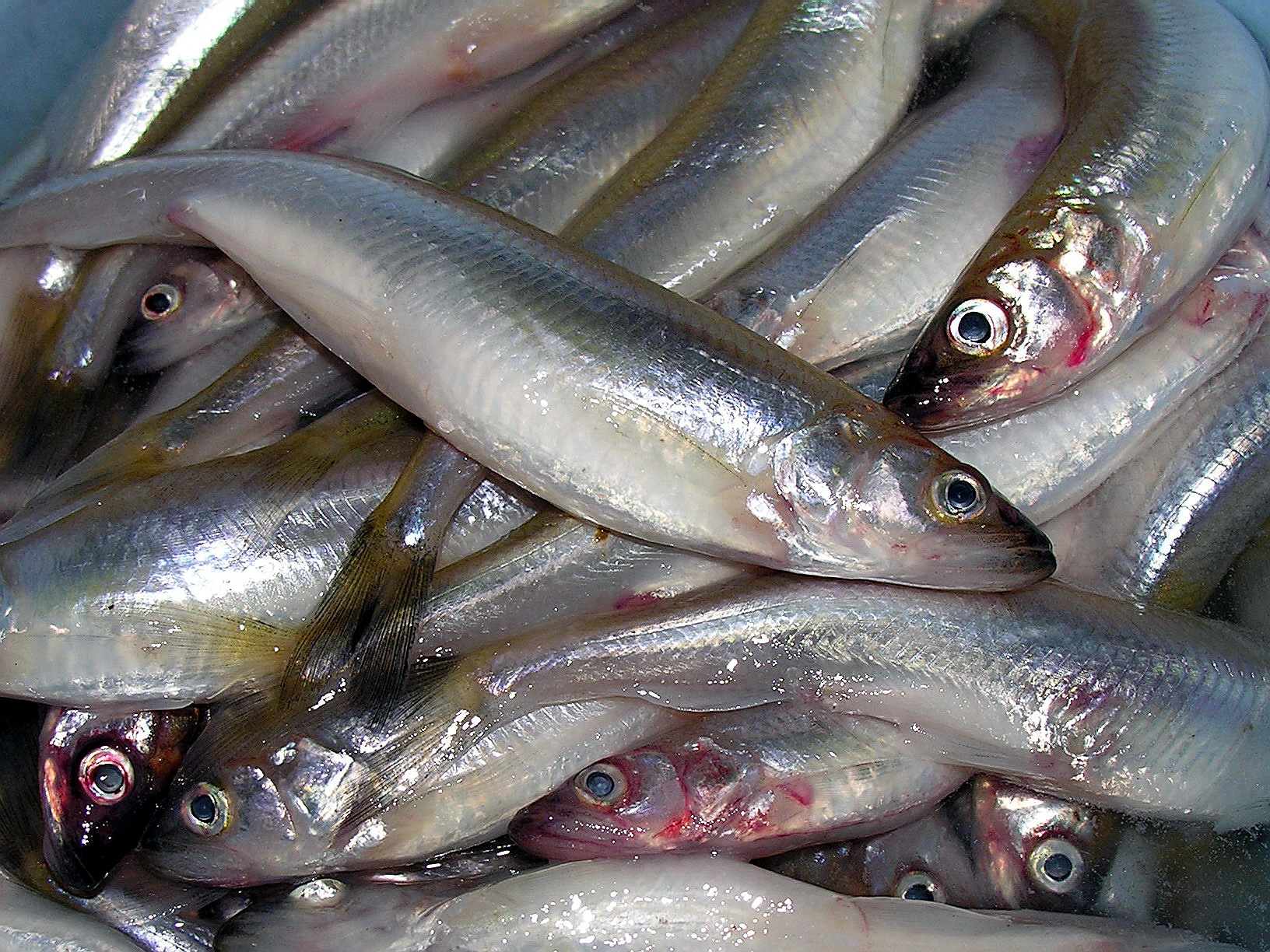
Osmerus eperlanus